# Joseph-Antoine Raymond de Bruny d'Entrecasteaux

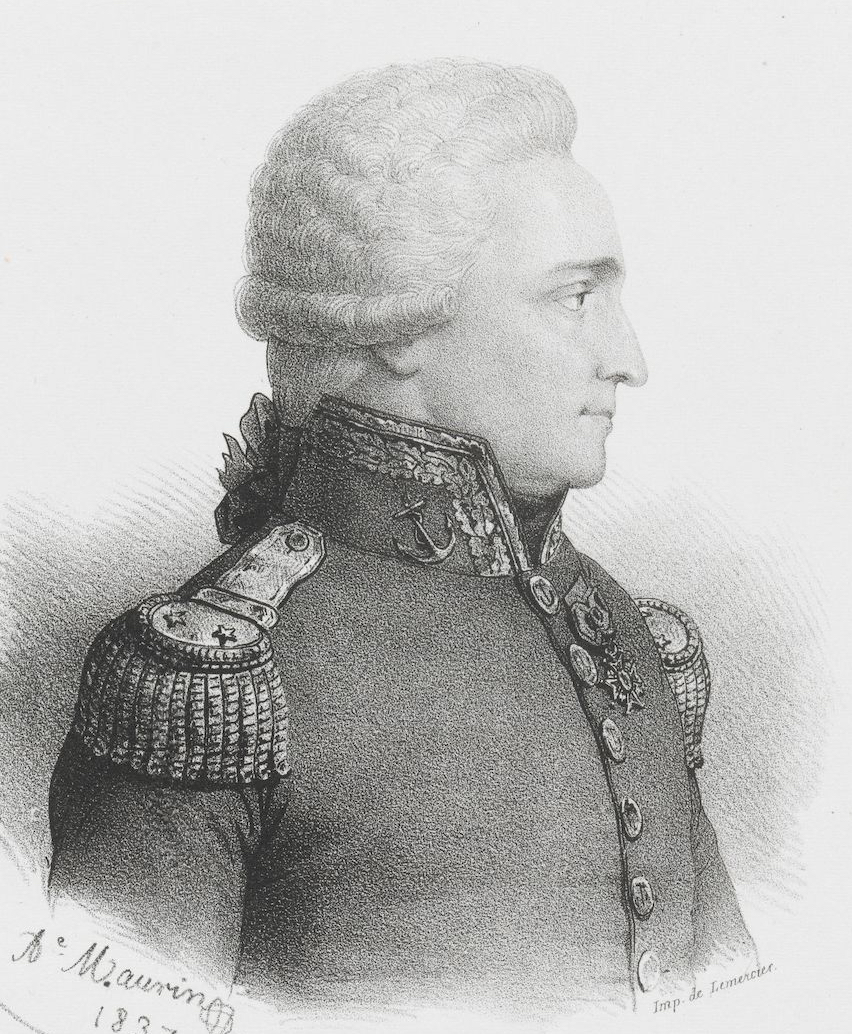
Bruny d'Entrecasteaux

Joseph-Antoine Raymond de Bruny d'Entrecasteaux (ibland även Bruni), född 8 november 1737 i Aix-en-Provence, Frankrike, död 21 juli 1793 utanför Hermitöarna i Bismarckarkipelagen utanför Papua Nya Guinea, var en fransk sjöfarare och upptäcktsresande.

## Bruny d'Entrecasteauxs tidiga liv
Joseph-Antoine Raymond de Bruny d'Entrecasteaux var son till en lågadelsman i Provence. Han uppfostrades i en jesuitisk skola och ville själv biträda denna orden vilket hans far hindrade genom att 1754 skicka sonen att ta värvning i den franska marinen.
Han deltog i slaget om Balearerna och befordrades 1757 till fänrik. Under sin fortsatta karrier stationerades han i Ostindien där han upptäckte en ny rutt från Moluckerna till Kanton genom Selat Sunda (Sundasundet) som ligger mellan Java och Sumatra. Senare utnämndes han till guvernör på Mauritius.
Sommaren 1788 nådde de sista nyheterna från de La Pérouses expedition Frankrike och man beslöt att skicka ut en sökexpedition. Denna fördröjdes dock 2 år på grund av Franska revolutionens utbrott.

## Expeditionen till Stilla havet

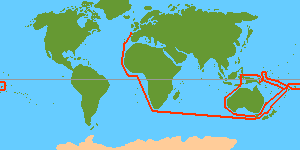
Bruny d'Entrecasteauxs resa

Den 28 september 1791 lämnade Bruny d'Entrecasteaux hamnstaden Brest med fartygen "La Recherche" under hans och Jean-Louis d’Hesmity-d’Auribeau befäl och "L’Esperance" under Jean Michel Huon de Kermadec och Denis de Trobriands befäl. Med på resan var även den kände botanikern Jacques-Julien Houtou de Labillardière och hydrografen Charles Beautemps-Beaupré.
Planen var att via Godahoppsudden ta sig till Cape Leeuwin i Nya Holland (Australien) och därifrån raka vägen till Van Diemen's Land (Tasmanien) och sedan via norra Nya Zeeland genomsöka Stilla havet. När Bruny d'Entrecasteaux nådde Kapstaden i januari 1792 hörde han rykten om möjliga spår bland Amiralitetsöarna i Bismarckarkipelagen.
Han fortsatte mot Van Diemen's Land där de ankrade i Recherche Bay i april. Under uppehållet för vila och reparationer utforskades området grundligt. I slutet på maj fortsatte resan mot Île des Pins i Nya Kaledonien där man utforskade delar av Nya Kaledoniens barriärrev. Därefter lades kursen mot Salomonöarna förbi Niu Ailanön (New Ireland) och Niu Britenön (New Britain) mot Amiralitetsöarna där sökandet fortsatte utan att de fann några spår. Nu begav sig konvojen till Ambon där de stannade för att vila och proviantera.
I oktober 1792 sattes åter kurs mot Cape Leeuwin dit de nådde i december och vidare till Van Diemen's Land där de anlände i januari 1793. I februari sattes kurs mot de Vänliga öarna (Tonga) förbi Nya Zeeland och Kermadecöarna men där fann de inga spår heller. Bruny d'Entrecasteaux vände nu åter mot Nya Kaledonien där de Kermadec avled i tuberkulos i hamnstaden Balade. Resan fortsatte till Santa Cruzöarna och Louisiadeöarna där de upptäckte D'Entrecasteaux-öarna och Trobriandöarna.
Sökandet fortsatte åter mot Bismarckarkipelagen där Bruny d'Entrecasteaux avled den 21 juli i skörbjugg.

## Eftermäle
Efter Bruny d'Entrecasteaux övertog den royalistiske d’Auribeau befälet över expeditionen med de Rossel som befäl på det andra fartyget och de satte kurs mot Surabaja på Java. När d’Auribeau underrättades om revolutionens fasor hemma överlämnade han sina fartyg till de holländska myndigheterna för att det inte skulle tillfalla den nya franska regeringen. Kort därpå avled även han.
De Rossel lämnade Java i januari 1795 mot Kapstaden där sedan fartyget seglade ifrån honom med hela expeditionens anteckningar. Fartyget blev senare bordad av britter. Expeditionens anteckningar och vetenskapliga material återlämnades först efter Freden i Amiens 1802.
Charles Beautemps-Beaupré kartor publicerades 1807 i Atlas du Voyage de Bruny-Dentrecasteaux och de 39 mycket detaljerade kartorna användes i många år framöver. Beautemps-Beaupré betraktas idag som den moderna franska hydrografins fader.